# Campeonato Brasileiro Série A 1998
Il Campeonato Brasileiro Série A 1998 (in italiano Campionato Brasiliano Serie A 1998) è stato la 28ª edizione del massimo campionato brasiliano di calcio.

## Formula
Primo turno: ognuna delle 24 squadre affronta una volta tutte le altre. Si qualificano alla fase finale le prime 8 classificate mentre retrocedono in Série B le ultime 4.
Quarti di finale, semifinale e finale: gare in tre partite. Gioca in casa la seconda e l'eventuale terza partita la squadra che ha ottenuto il miglior risultato nel turno precedente. Si qualifica la squadra che vince le prime due partite (in tal caso non si disputa la terza) o che ottiene il miglior risultato dopo la terza.

## Squadre partecipanti
| Squadra          | Città             | Stato               | Stagione 1997                                   |
| ---------------- | ----------------- | ------------------- | ----------------------------------------------- |
| América-MG       | Belo Horizonte    | Minas Gerais        | 1° in Série B                                   |
| América-RN       | Natal             | Rio Grande do Norte | 16° nel primo turno della Série A               |
| Atlético Mineiro | Belo Horizonte    | Minas Gerais        | 4° nel gruppo B del secondo turno della Série A |
| Athl. Paranaense | Curitiba          | Paraná              | 18° nel primo turno della Série A               |
| Botafogo         | Rio de Janeiro    | Rio de Janeiro      | 10° nel primo turno della Série A               |
| Bragantino       | Bragança Paulista | San Paolo           | 22° nel primo turno della Série A               |
| Corinthians      | San Paolo         | San Paolo           | 17° nel primo turno della Série A               |
| Coritiba         | Curitiba          | Paraná              | 15° nel primo turno della Série A               |
| Cruzeiro         | Belo Horizonte    | Minas Gerais        | 20° nel primo turno della Série A               |
| Flamengo         | Rio de Janeiro    | Rio de Janeiro      | 2° nel gruppo A del secondo turno della Série A |
| Goiás            | Goiânia           | Goiás               | 19° nel primo turno della Série A               |
| Grêmio           | Porto Alegre      | Rio Grande do Sul   | 14° nel primo turno della Série A               |
| Guarani          | Campinas          | San Paolo           | 21° nel primo turno della Série A               |
| Internacional    | Porto Alegre      | Rio Grande do Sul   | 3° nel gruppo B del secondo turno della Série A |
| Juventude        | Caxias do Sul     | Rio Grande do Sul   | 3° nel gruppo A del secondo turno della Série A |
| Palmeiras        | San Paolo         | San Paolo           | Finalista della Série A                         |
| Paraná           | Curitiba          | Paraná              | 13° nel primo turno della Série A               |
| Ponte Preta      | Campinas          | San Paolo           | 2° in Série B                                   |
| Portuguesa       | San Paolo         | San Paolo           | 4° nel gruppo A del secondo turno della Série A |
| San Paolo        | San Paolo         | San Paolo           | 12° nel primo turno della Série A               |
| Santos           | Santos            | San Paolo           | 2° nel gruppo B del secondo turno della Série A |
| Sport Recife     | Recife            | Pernambuco          | 11° nel primo turno della Série A               |
| Vasco da Gama    | Rio de Janeiro    | Rio de Janeiro      | Vincitore della Série A                         |
| Vitória          | Salvador          | Bahia               | 9° nel primo turno della Série A                |

## Primo turno

### Risultati
| Casa/Trasferta | AM-MG | AM-RN | AT-MG | AT-PR | BOT | BRA | CRN | CRT | CRU | FLA | GOI | GRÊ | GUA | INT | JUV | PAL | PAR | POP | POR | SPA | SAN | SPO | VAS | VIT |
| -------------- | ----- | ----- | ----- | ----- | --- | --- | --- | --- | --- | --- | --- | --- | --- | --- | --- | --- | --- | --- | --- | --- | --- | --- | --- | --- |
| América-MG     |       | 2-2   | 0-2   | 2-1   | 0-0 | 2-0 |     |     |     |     | 1-0 |     |     | 0-1 |     | 1-1 | 2-0 | 2-1 |     |     | 1-3 |     |     |     |
| América-RN     |       |       | 1-3   |       |     |     |     | 0-1 |     | 2-1 | 2-1 |     |     | 0-0 | 2-2 | 1-2 |     | 0-1 | 2-2 | 2-2 |     | 0-4 | 1-3 |     |
| Atlético-MG    |       |       |       | 3-2   | 5-5 | 0-2 | 1-5 |     | 1-1 |     | 2-1 |     | 1-1 | 2-0 |     |     | 3-0 |     |     |     | 1-0 | 1-0 | 1-1 |     |
| Atlético-PR    |       | 2-0   |       |       | 3-1 | 3-2 |     | 2-2 | 1-2 |     |     | 0-0 | 4-0 |     | 0-0 | 0-1 |     |     | 2-2 |     |     |     | 1-2 | 4-1 |
| Botafogo       |       | 2-0   |       |       |     |     |     | 2-3 | 1-1 |     |     | 2-1 |     |     |     | 3-1 | 3-3 | 1-0 |     | 2-1 | 3-0 |     | 0-2 | 1-2 |
| Bragantino     |       | 1-1   |       |       | 2-2 |     | 1-0 | 1-2 | 0-4 |     |     | 1-0 | 1-2 |     | 1-0 |     |     |     |     |     | 1-2 |     | 0-0 | 0-0 |
| Corinthians    | 3-1   | 2-1   |       | 4-2   | 1-0 |     |     |     | 1-2 |     | 2-2 | 2-1 | 3-2 |     | 4-0 |     |     |     | 3-0 | 0-2 |     |     |     |     |
| Coritiba       | 0-0   |       | 1-1   |       |     |     | 0-0 |     |     | 1-3 | 2-0 |     |     | 1-0 |     |     | 3-2 | 2-2 |     | 1-1 | 2-1 | 0-0 |     |     |
| Cruzeiro       | 4-1   | 0-2   |       |       |     |     |     | 4-0 |     | 1-1 |     | 0-2 |     |     | 5-0 | 3-1 |     | 4-2 | 2-2 | 1-2 |     |     |     | 0-2 |
| Flamengo       | 2-0   |       | 3-2   | 0-0   | 1-1 | 0-1 | 4-1 |     |     |     | 2-1 |     | 2-1 | 1-3 | 1-3 |     |     |     | 2-3 |     |     | 3-2 |     |     |
| Goiás          |       |       |       | 2-3   | 2-0 | 3-0 |     |     | 0-0 |     |     | 0-0 |     |     | 2-2 | 1-1 |     | 0-1 | 3-1 |     |     | 2-0 | 2-2 |     |
| Grêmio         | 2-1   | 2-1   | 2-3   |       |     |     |     | 1-1 |     | 2-2 |     |     |     |     | 0-0 | 1-1 |     | 1-0 | 4-2 | 3-2 |     |     |     | 2-1 |
| Guarani        | 1-2   | 2-1   |       |       | 2-3 |     |     | 0-1 | 2-2 |     | 2-2 | 1-3 |     |     |     | 3-2 | 2-0 | 2-0 | 1-1 | 1-1 |     |     |     |     |
| Internacional  |       |       |       | 0-1   | 0-0 | 2-1 | 1-1 |     | 3-1 |     | 6-1 | 1-0 | 1-3 |     |     |     | 2-1 |     |     |     | 0-3 | 1-2 | 1-0 |     |
| Juventude      | 1-0   |       | 0-0   |       | 0-0 |     |     | 1-2 |     |     |     |     | 0-0 | 1-2 |     | 3-6 | 3-0 |     |     | 1-2 | 2-1 | 1-0 |     | 2-0 |
| Palmeiras      |       |       | 2-1   |       |     | 4-0 | 3-1 | 1-2 |     | 2-1 |     |     |     | 1-0 |     |     | 3-2 | 3-0 |     |     | 2-1 | 1-2 | 2-1 | 3-2 |
| Paraná         |       | 3-2   |       | 1-0   |     | 2-2 | 0-0 |     | 1-2 | 2-1 | 1-0 | 1-2 |     |     |     |     |     | 1-0 | 0-1 |     |     |     | 2-1 |     |
| Ponte Preta    |       |       | 0-0   | 2-0   |     | 2-2 | 4-5 |     |     | 0-1 |     |     |     | 0-0 | 1-0 |     |     |     |     |     | 1-1 | 2-1 | 2-1 | 4-2 |
| Portuguesa     | 2-1   |       | 1-0   |       | 5-2 | 3-1 |     | 1-1 |     |     |     |     |     | 1-1 | 2-1 | 2-3 |     | 1-0 |     |     |     | 2-0 |     | 0-1 |
| San Paolo      | 3-3   |       | 4-4   | 1-1   |     | 2-0 |     |     |     | 4-1 | 3-1 |     |     | 2-0 |     | 1-0 | 1-2 | 4-0 | 1-1 |     |     | 0-0 |     |     |
| Santos         |       | 6-1   |       | 2-0   |     |     | 1-2 |     | 0-2 | 0-0 | 3-1 | 1-2 | 2-1 |     |     |     | 3-0 |     | 2-7 | 1-3 |     |     | 1-1 |     |
| Sport          | 3-2   |       |       | 2-0   | 2-1 | 1-0 | 0-2 |     | 1-1 |     |     | 5-0 | 2-1 |     |     |     | 4-1 |     |     |     | 1-0 |     |     | 2-1 |
| Vasco da Gama  | 5-1   |       |       |       |     |     | 0-1 | 3-1 | 2-0 | 1-1 |     | 2-1 | 2-1 |     | 1-1 |     |     |     | 1-2 | 3-1 |     | 0-0 |     | 0-1 |
| Vitória        | 2-1   | 3-0   | 1-1   |       |     |     | 2-3 | 0-3 |     | 1-4 | 1-2 |     | 3-3 | 2-0 |     |     | 1-0 |     |     | 1-3 | 1-0 |     |     |     |

### Classifica
| Pos. | Squadra          | Pt | G  | V  | N | P  | GF | GS | DR  |
| ---- | ---------------- | -- | -- | -- | - | -- | -- | -- | --- |
| 1    | Corinthians      | 46 | 23 | 14 | 4 | 5  | 46 | 30 | +16 |
| 2    | Palmeiras        | 45 | 23 | 14 | 3 | 6  | 46 | 32 | +14 |
| 3    | Coritiba         | 42 | 23 | 11 | 9 | 3  | 32 | 26 | +6  |
| 4    | Santos           | 41 | 23 | 11 | 8 | 4  | 46 | 29 | +17 |
| 5    | Sport Recife     | 40 | 23 | 12 | 4 | 7  | 34 | 22 | +12 |
| 6    | Portuguesa       | 40 | 23 | 11 | 7 | 5  | 44 | 34 | +10 |
| 7    | Cruzeiro         | 37 | 23 | 10 | 7 | 6  | 42 | 28 | +14 |
| 8    | Grêmio           | 36 | 23 | 10 | 6 | 7  | 32 | 30 | +2  |
| 9    | Atlético Mineiro | 36 | 23 | 9  | 9 | 5  | 38 | 33 | +5  |
| 10   | Vasco da Gama    | 34 | 23 | 9  | 7 | 7  | 34 | 24 | +10 |
| 11   | Flamengo         | 33 | 23 | 9  | 6 | 8  | 37 | 34 | +3  |
| 12   | Internacional    | 32 | 23 | 9  | 5 | 9  | 25 | 25 | 0   |
| 13   | Vitória          | 30 | 23 | 9  | 3 | 11 | 31 | 38 | -7  |
| 14   | Botafogo         | 29 | 23 | 7  | 8 | 8  | 35 | 37 | -2  |
| 15   | San Paolo        | 27 | 23 | 8  | 3 | 12 | 34 | 35 | -1  |
| 16   | Athl. Paranaense | 27 | 23 | 7  | 6 | 10 | 32 | 32 | 0   |
| 17   | Ponte Preta      | 26 | 23 | 7  | 5 | 11 | 25 | 34 | -9  |
| 18   | Juventude        | 26 | 25 | 6  | 8 | 9  | 24 | 32 | -8  |
| 19   | Guarani          | 25 | 23 | 6  | 7 | 10 | 34 | 39 | -5  |
| 20   | Paraná           | 24 | 23 | 7  | 3 | 13 | 25 | 41 | -16 |
| 21   | América-MG       | 23 | 23 | 6  | 5 | 12 | 26 | 39 | -13 |
| 22   | Goiás            | 22 | 23 | 5  | 7 | 11 | 29 | 37 | -8  |
| 23   | Bragantino       | 21 | 23 | 5  | 6 | 12 | 20 | 37 | -17 |
| 24   | América-RN       | 15 | 23 | 3  | 6 | 14 | 24 | 47 | -23 |

### Verdetti
- Corinthians, Palmeiras, Coritiba, Santos, Sport, Portuguesa, Cruzeiro e Grêmio qualificati ai quarti di finale.
- América Mineiro, Goiás, Bragantino e América de Natal retrocessi in Série B.

## Fase finale
|  | Quarti di finale | Quarti di finale | Quarti di finale | Quarti di finale | Quarti di finale |  |  | Semifinali  | Semifinali  | Semifinali  | Semifinali  | Semifinali |   |   | Finale   | Finale   | Finale | Finale | Finale |  |
|  |                  |                  |                  |                  |                  |  |  |             |             |             |             |            |   |   |          |          |        |        |        |  |
|  | 7                | Cruzeiro         | 2                | 1                | 3                |  |  |             |             |             |             |            |   |   |          |          |        |        |        |  |
|  | 2                | Palmeiras        | 1                | 2                | 2                |  |  | Cruzeiro    | Cruzeiro    | 3           | 1           | 1          |   |   |          |          |        |        |        |  |
|  | 6                | Portuguesa       | 3                | 0                | 2                |  |  | Portuguesa  | Portuguesa  | 1           | 2           | 0          |   |   |          |          |        |        |        |  |
|  | 3                | Coritiba         | 1                | 0                | 2                |  |  |             |             |             |             |            |   |   | Cruzeiro | Cruzeiro | 2      | 1      | 0      |  |
|  | 5                | Sport Recife     | 3                | 1                | 0                |  |  |             |             | Corinthians | Corinthians | 2          | 1 | 2 |          |          |        |        |        |  |
|  | 4                | Santos           | 1                | 2                | 3                |  |  | Santos      | Santos      | 2           | 0           | 1          |   |   |          |          |        |        |        |  |
|  | 8                | Grêmio           | 0                | 2                | 0                |  |  | Corinthians | Corinthians | 1           | 2           | 1          |   |   |          |          |        |        |        |  |
|  | 1                | Corinthians      | 1                | 0                | 1                |  |  |             |             |             |             |            |   |   |          |          |        |        |        |  |

### Quarti di finale

#### Gara 1
| Arbitro: | Simon |

|                                    |           |           |
| Fábio Júnior 62’ Marcelo Djian 82’ | Marcatori | 64’ Oséas |

| Arbitro: | Marinho dos Santos |

|                                               |           |           |
| Leandro Amaral 14’ Alexandre 22’ Fabrício 51’ | Marcatori | 8’ Macedo |

| Arbitro: | Almeida |

|                                           |           |           |
| Robson 66’ Wallace 69’ Lima Sergipano 77’ | Marcatori | 87’ Argel |

| Arbitro: | Rezende de Freitas |

|  |           |            |
|  | Marcatori | 77’ Rincón |

#### Gara 2
| Arbitro: | Travassos |

|                                     |           |            |
| Eduardo Marques 32’ Róbson Luís 75’ | Marcatori | 61’ Robson |

| Arbitro: | Mendonça |

|  |           |                       |
|  | Marcatori | 30’ Itaqui 87’ Clóvis |

| Arbitro: | Cerdeira |

|                                     |           |           |
| Paulo Nunes 27’ Júnior Baiano 45+2’ | Marcatori | 42’ Djair |

| Curitiba 22 novembre 1998 | Coritiba           | 0 – 0 referto | Portuguesa | Couto Pereira (33.436 spett.)\| Arbitro: \| Rezende de Freitas \| |
| Arbitro:                  | Rezende de Freitas |               |            |                                                                   |

#### Gara 3
| Arbitro: | Mendonça |

|                                   |           |                            |
| João Santos 14’ Gélson Baresi 77’ | Marcatori | 83’ César Belli 89’ Aílton |

| Arbitro: | Cerdeira |

|                                           |           |  |
| Alessandro Cambalhota 24’ Viola 50’ 90+3’ | Marcatori |  |

| Arbitro: | Rezende de Freitas |

|             |           |  |
| Edílson 37’ | Marcatori |  |

| Arbitro: | Marinho dos Santos |

|                           |           |                                        |
| Almir 48’ Paulo Nunes 62’ | Marcatori | 31’ 33’ Marcelo Ramos 88’ Fábio Júnior |

### Semifinali

#### Gara 1
| Arbitro: | Simon |

|                                                     |           |                    |
| Marcelo Ramos 12’ Fábio Júnior 52’ Alex Alves 90+1’ | Marcatori | 22’ Leandro Amaral |

| Arbitro: | Marinho dos Santos |

|                           |           |            |
| Róbson Luís 33’ Viola 82’ | Marcatori | 1’ Gamarra |

#### Gara 2
| Arbitro: | Almeida |

|                   |           |                   |
| Alexandre 12’ 76’ | Marcatori | 14’ Marcelo Djian |

| Arbitro: | Mourão |

|                                           |           |  |
| Marcelinho Carioca 27’ (rig.) Edílson 60’ | Marcatori |  |

#### Gara 3
| Arbitro: | Cerdeira |

|  |           |          |
|  | Marcatori | 2’ Djair |

| Arbitro: | Marinho dos Santos |

|             |           |           |
| Edílson 56’ | Marcatori | 41’ Viola |

### Finale

#### Gara 1
| Arbitro: | Simon |

| |            | |
| Valdo 2’ Müller 43’ | Marcatori  | 53’ Dinei 56’ Marcelinho Carioca |
| · Dida P · Ronaldo D · Marcelo Djian D · Wilson Gottardo D · Gustavo D · Marcos Paulo C · Caio C · Djair C · Valdo C · Müller A · Ricardinho C · Fábio Júnior A · Marcelo Ramos A | Formazioni | · P Nei · D Índio · D Batata · D Gamarra · D Sylvinho · C Gilmar Fubá · C Vampeta · C Rincón · C Ricardinho · C Marcelinho Carioca · A Edílson · C Amaral · A Didi · A Dinei |
| Levir Culpi | Allenatori | Luxemburgo |

#### Gara 2
| Arbitro: | Almeida |

| |            | |
| Marcelinho Carioca 58’ | Marcatori  | 69’ Marcelo Ramos |
| · Nei P · Índio D · Batata D · Gamarra D · Sylvinho D · Gilmar Fubá C · Amaral C · Vampeta C · Rincón C · Marcelinho Carioca C · Edílson A · Mirandinha A · Didi A · Dinei A | Formazioni | · P Dida · D Gustavo · D Marcelo Djian · D Wilson Gottardo · D Gilberto · C Valdir Benedito · C Caio · C Ricardinho · A Marcelo Ramos · C Djair · C Valdo · A Müller · A Fábio Júnior |
| Luxemburgo | Allenatori | Levir Culpi |

#### Gara 3
| Arbitro: | Simon |

| |            | |
| Edílson 70’ Marcelinho Carioca 80’ | Marcatori  | |
| · Nei P · Índio D · Batata D · Cris D · Gamarra D · Sylvinho D · Vampeta C · Rincón C · Ricardinho C · Amaral C · Marcelinho Carioca C · Mirandinha A · Dinei A · Edílson A | Formazioni | · P Dida · D Gustavo · A Alex Alves · D Marcelo Djian · D João Carlos · D Gilberto · C Valdir Benedito · A Marcelo Ramos · C Djair · C Ricardinho · A Caio · C Valdo · A Müller · A Fábio Júnior |
| Luxemburgo | Allenatori | Levir Culpi |

### Verdetti
- Corinthians campione del Brasile 1998 e qualificato per la Coppa Libertadores 1999.

## Classifica marcatori
| Pos. | Giocatore          | Squadra          | Gol |
| ---- | ------------------ | ---------------- | --- |
| 1    | Viola              | Santos           | 21  |
| 2    | Marcelinho Carioca | Corinthians      | 19  |
| 3    | Fábio Júnior       | Cruzeiro         | 18  |
| 3    | Valdir Bigode      | Atlético Mineiro | 18  |
| 5    | Edílson            | Corinthians      | 15  |
| 5    | Leandro Amaral     | Portuguesa       | 15  |
| 7    | Dejan Petković     | Vitória          | 14  |
| 7    | Romário            | Flamengo         | 14  |
| 9    | Christian          | Internacional    | 12  |
| 9    | Oséas              | Palmeiras        | 12  |
| 9    | Paulo Nunes        | Palmeiras        | 12  |